# Comuna Zetea, Harghita
Zetea (în maghiară: Zeteleka) este o comună în județul Harghita, Transilvania, România, formată din satele Desag, Izvoare, Poiana Târnavei, Sub Cetate, Șicasău și Zetea (reședința).

## Demografie
Componența etnică a comunei Zetea
     Maghiari (95,36%)
     Alte etnii (0,56%)
     Necunoscută (4,08%)
Componența confesională a comunei Zetea
     Romano-catolici (91,06%)
     Reformați (1,66%)
     Martori ai lui Iehova (1,08%)
     Alte religii (1,59%)
     Necunoscută (4,61%)
Conform recensământului efectuat în 2021, populația comunei Zetea se ridică la 5.729 de locuitori, în creștere față de recensământul anterior din 2011, când fuseseră înregistrați 5.643 de locuitori. Majoritatea locuitorilor sunt maghiari (95,36%), iar pentru 4,08% nu se cunoaște apartenența etnică. Din punct de vedere confesional, majoritatea locuitorilor sunt romano-catolici (91,06%), cu minorități de reformați (1,66%) și martori ai lui Iehova (1,08%), iar pentru 4,61% nu se cunoaște apartenența confesională.

## Politică și administrație
Comuna Zetea este administrată de un primar și un consiliu local compus din 15 consilieri. Primarul, Attila Nagy[*], de la Uniunea Democrată Maghiară din România, este în funcție din 2012. Începând cu alegerile locale din 2024, consiliul local are următoarea componență pe partide politice:
|  | Partid                                 | Consilieri | Componența Consiliului | Componența Consiliului | Componența Consiliului | Componența Consiliului | Componența Consiliului | Componența Consiliului | Componența Consiliului | Componența Consiliului | Componența Consiliului | Componența Consiliului | Componența Consiliului | Componența Consiliului | Componența Consiliului | Componența Consiliului | Componența Consiliului |
|  | -------------------------------------- | ---------- | ---------------------- | ---------------------- | ---------------------- | ---------------------- | ---------------------- | ---------------------- | ---------------------- | ---------------------- | ---------------------- | ---------------------- | ---------------------- | ---------------------- | ---------------------- | ---------------------- | ---------------------- |
|  | Uniunea Democrată Maghiară din România | 15         |                        |                        |                        |                        |                        |                        |                        |                        |                        |                        |                        |                        |                        |                        |                        |

## Personalități
- Fortunát Boros (1895-1953), călugăr franciscan, deținut politic